# آیلین هرناندز
آیلین هرناندز (انگلیسی: Aileen Hernandez; ۲۳ مهٔ ۱۹۲۶ – ۱۳ فوریهٔ ۲۰۱۷) سازمان دهنده اتحادیه آفریقایی-آمریکایی، فعال حقوق مدنی و فعال حقوق زنان بود. او بین سال‌های ۱۹۷۰ و ۱۹۷۱ به عنوان رئیس سازمان ملی زنان (NOW) خدمت کرد و اولین زنی بود که در کمیسیون فرصت‌های شغلی برابر حضور داشت.
هرناندز در سال ۱۹۲۶ به دنیا آمد و در دانشگاه هاوارد تحصیل کرد. در آنجا علاقه‌اش به حقوق مدنی و سیاسی در حادثه‌ای که به او گفته شد باید یک تاکسی «سیاه» بگیرد، افزایش یافت. پس از فارغ‌التحصیلی با درجه ممتاز، او قبل از کمک به تأسیس سازمان ملی زنان، یک سازمان دهنده اتحادیه کارگری شد. او به عنوان دومین رئیس آن، به سازماندهی اعتصاب زنان برای برابری کمک کرد و در مقابل یک کمیته فرعی کنگره در مورد اصلاحیه حقوق برابر شهادت داد، اما او سازمان را به دلیل ناامیدی از آنچه به عنوان نابرابری‌های نژادی آن می‌دید، ترک کرد. هرناندز در ادامه چندین سازمان که بر زندگی و فعالیت زنان آفریقایی-آمریکایی تمرکز داشتند را تأسیس کرد و همزمان همراه با تدریس در چندین دانشگاه در کالیفرنیا فعالیت می‌کرد. او در سال ۲۰۱۷ در سن ۹۰ سالگی درگذشت.

## زندگی و تحصیلات
هرناندز در ۲۳ می ۱۹۲۶، با نام آیلین بلانچ کلارک در بروکلین، نیویورک، از مهاجران جامائیکایی، چارلز هنری کلارک، مدیر تأمین آثار هنری، و اتل لوئیز هال، یک خیاط به دنیا آمد. به عنوان تنها خانواده آفریقایی-آمریکایی در بلوک خود در خلیج ریج آنها در معرض تبعیض نژادی از سوی همسایگان خود قرار گرفتند، چیزی که او بعداً به عنوان دلیلی برای علاقه خود به فعالیت‌های سیاسی به آن اشاره کرد.
هرناندز در دبیرستان دخترانه بی ریج در بروکلین تحصیل کرد و به عنوان نفر برتر کلاس سال ۱۹۴۳ فارغ‌التحصیل شد و به دانشگاه هاوارد رفت. در هاوارد، ابتدا قصد داشت در آموزش و پرورش تحصیل کند و معلم شود، اما تجربه جداسازی در پایتخت و آب و هوا در محوطه دانشگاه، او را وادار کرد تا اهداف و برنامه‌هایش را تغییر دهد. او در عوض مدرکی در رشته جامعه‌شناسی و علوم سیاسی گرفت و در سال ۱۹۴۷ فارغ‌التحصیل شد و یکی از اعضای خانواده آلفا کاپا آلفا و بخش انجمن ملی برای پیشرفت رنگین پوستان (NAACP) در کالج بود.
علاقه او به حقوق مدنی با تجربه ای که در واشینگتن دی سی داشت برای شروع در هاوارد تداوم یافته بود. وقتی از یک متصدی ایستگاه خواست تا راهی دانشگاه شود، به او گفته شد که از یک تاکسی «سیاه» استفاده کند. او که از اصطلاحات اجتماعی رایج در شهر آگاهی نداشت، تصور کرد که این به رنگ ماشین اشاره دارد. با این حال، او بعداً در مصاحبه ای گفت: «اگر می‌خواستید به دانشگاه هاوارد بروید که یک دانشگاه سنتی آفریقایی-آمریکایی است، هیچ راننده تاکسی سفیدپوستی شما را نمی‌برد.»
پس از فارغ‌التحصیلی از هاوارد، هرناندز برای کلاس‌های برنامه تبادل دانشجوی بین‌المللی در دانشگاه اسلو به نروژ سفر کرد. زمانی که هرناندز به ایالات متحده بازگشت، تحصیلات تکمیلی خود را در دانشگاه نیویورک آغاز کرد، اما در سال ۱۹۵۱ با اطلاع از اینکه اتحادیه بین‌المللی کارگران پوشاک بانوان (ILGWU) مکانی باز در کالج کار آنها دارد، به کالیفرنیا رفت.

## حرفه
هرناندز که به عنوان یک سازمان دهنده با ILGWU در همکاری بود، سرانجام مدیر آموزش و روابط عمومی منطقه ساحل اقیانوس آرام اتحادیه شد. در سال ۱۹۶۰، او از شش کشور آمریکای جنوبی تحت نظارت وزارت خارجه ایالات متحده بازدید کرد و در آنجا سخنرانی‌هایی در مورد ایالات متحده ارائه کرد. یک سال بعد، هرناندز مدرک کارشناسی ارشد خود را در رشته دولتی از دانشگاه ایالتی کالیفرنیا در لس آنجلس به پایان رساند، اندکی قبل از اینکه رسماً اتحادیه را ترک کند و روی کمپین کنترلی آلن کرانستون کار کند. سپس او به عنوان معاون رئیس بخش شیوه‌های استخدام منصفانه کالیفرنیا منصوب شد. در نتیجه کارش در این سمت، در سال ۱۹۶۴ توسط لیندون جانسون به عنوان تنها زن در کمیسیون فرصت‌های شغلی برابر منصوب شد. با این حال، او در سال ۱۹۶۶ پس از تنها هجده ماه استعفا داد، زیرا از عدم سرعت کمیسیون در رسیدگی به پرونده‌هایی که مربوط به تبعیض جنسی بود، ناامید شده بود.

## زندگی شخصی
در حالی که در سال ۱۹۵۷ به عنوان سازمان دهنده برای ILGWU کار می‌کرد، آیلین هرناندز با آلفونسو هرناندز، یک خیاط ازدواج کرد. آنها در سال ۱۹۶۱ طلاق گرفتند.

## درگذشت
هرناندز در ۱۳ فوریه ۲۰۱۷ در سن ۹۰ سالگی بر اثر عوارض مربوط به زوال عقل درگذشت. دوروتی ارلیش، معاون ACLU، که هرناندز را از دهه ۱۹۷۰ می‌شناخت، دربارهٔ او گفت:: «تمام زندگی آیلین هرناندز مظهر حرکت رو به جلو برای زنان و رنگین پوستان بود و نقش مهم او در آن تاریخ هرگز فراموش نخواهد شد.»